# 超大陸

超大陸パンゲアの分裂の様子

超大陸（ちょうたいりく）は、地球表面上において大陸とみなされる陸塊を1つ以上含む非常に広大な陸のことをいう。
一般に現在の大陸のうちの1つ以上を含む陸塊を指すが、どのような陸塊を大陸や亜大陸とするかの定義に曖昧さがあるため、超大陸の定義も曖昧である。

## 現在の超大陸
現在の超大陸は次の二つである。
- アフロ・ユーラシア大陸 : アフリカ＝ユーラシア大陸、世界島ともいう
- アメリカ大陸

## 超大陸の形成と破壊

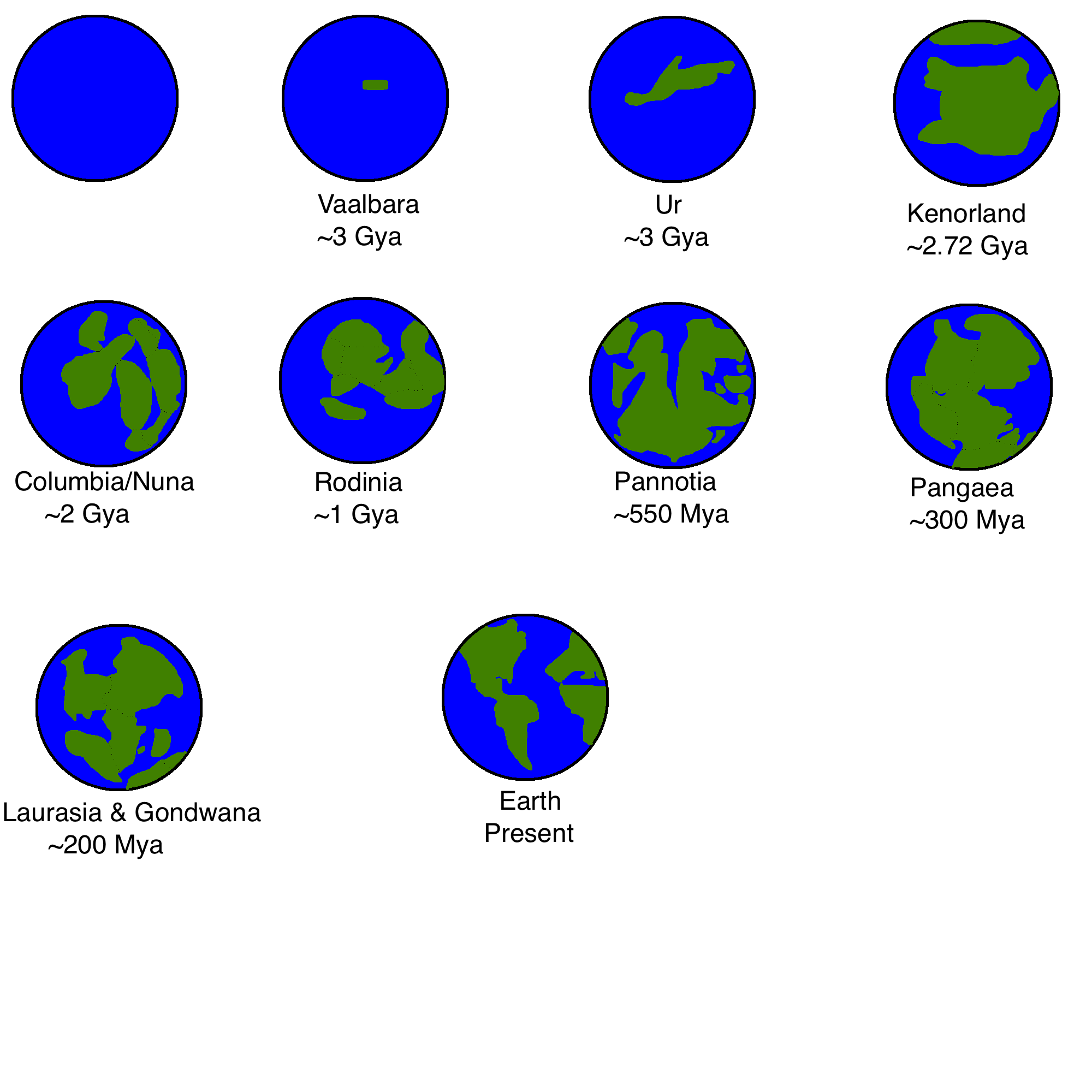
現在の大西洋半球から見た超大陸の変遷。

一般に超大陸という用語は、現在存在する大陸から構成される広大な陸地を参照するために使用されている。そのような広大な陸地は、大陸移動説によると、約4億年から5億年ごとに形成、あるいは破壊されることになる。
超大陸は地球内部からの熱の流れを閉鎖するため、下層のアセノスフェア（岩流圏）を過熱させる。結局、上層のプレートを成すリソスフェア（岩石圏）は上向きに押されて割れてゆく。マグマが上方へわき出て、超大陸の破片が別々の方向へ押されることになる。
しかし、分裂した大陸片はしばしば再び結合する。他の場所で分裂して反対方向に向かってきた別の大陸片と衝突することもあるし、そうでなくとも地球表面は球面であるので、反対方向に分裂した破片同士はいずれどこかで出会う可能性が高い。こうして、超大陸が再形成される。
再形成された超大陸はしばらくするとまた分裂を始め、以上を繰り返す。これをウィルソン・サイクルと呼ぶ。

## 太古の超大陸
超大陸　  分裂した超大陸
| 超大陸                           | 存在した年（単位：億年前） |
| -------------------------------- | -------------------------- |
| （大陸クラトンの形成）           | ~40.31–                    |
| バールバラ超大陸                 | ~36.36–28.03               |
| コンゴ・クラトン                 | ~36.00–                    |
| ウル大陸                         | ~31.00–28.03               |
| ケノーランド大陸                 | ~27.20–21.00               |
| Arctica大陸                      | ~27.20–21.00               |
| スクラヴィア・クラトン           | ~26.65–23.30               |
| シベリア・クラトン               | ~26.95–                    |
| インド亜大陸                     | ~25.25–                    |
| アトランティカ大陸               | ~21.1–1.14                 |
| ヌーナ大陸                       | 19.50–5.92                 |
| コロンビア超大陸（ヌーナ大陸）   | ~18.20–13.50               |
| ローレンシア大陸                 | 18.16–                     |
| バルティカ大陸                   | 18.00–                     |
| キンメリア大陸                   | 12.50–                     |
| ロディニア超大陸                 | ~10.71–7.50                |
| 前ローラシア大陸                 | 10.71–5.92                 |
| 前ゴンドワナ大陸                 | 10.71–6.20                 |
| アヴァロニア                     | 6.30–0.560                 |
| パノティア超大陸 （Vendian大陸） | ~6.20–~5.55                |
| ゴンドワナ大陸                   | ~6.20–~1.32                |
| ユーラメリカ大陸                 | 4.33–0.56                  |
| パンゲア超大陸                   | ~3.35 (~2.99) –1.73        |
| ゴンドワナ大陸                   | ~2.53–~0.56                |
| ローラシア大陸                   | ~2.53–~0.56                |

古地磁気を使った研究（古地磁気学）により、過去の大陸移動の様子は6億年ほど前まで詳細に分かっている。また、それ以前についても大まかな大陸移動の様子が推定され、過去に何度か超大陸が形成されていた。現在は、超大陸パンゲアが分裂・四散して、再び次の超大陸の形成に向けまとまり始めた時点であると考えられている。

## 未来の超大陸
| 次の超大陸はどのようになるのか。 |

大陸は現在も移動を続けており、過去に周期的に超大陸が形成されてきたことから、数億年後には再び超大陸が出現すると予測されている。ただし、それがどのように形成されるかについては諸説ある。
アメイジア大陸
現在の東アジアを中心にユーラシア、オーストラリア、アメリカが衝突するという説。
パンゲア・ウルティマ大陸
アフリカがヨーロッパにめり込みながら大きく北上する一方、大西洋が再び縮小して北アメリカがアフリカ南部に衝突するという説。